# Petinomys hageni
Petinomys hageni е вид бозайник от семейство Катерицови (Sciuridae).

## Разпространение
Видът е ендемичен за Индонезия.